# 大岩神社 (福知山市)
大岩神社（おおいわじんじゃ）は、京都府福知山市大江町毛原に鎮座する氏神の神社である。境内の尾根に希少なアカガシの巨木が群生し、市指定天然記念物となっている。

## 概要
毛原の集落の一番奥に鎮座し、境内にはケヤキとスギの巨木があるが、かなり樹齢があるという。明治時代末期に伐られたイチョウについても当地方きっての巨木であったと伝えられている。なかでも大小30本以上あるアカガシは、後述の通り、京都府内でも希少な群生地とされる。
仏性寺の平神社とともに三日月大明神と江戸時代の地誌書に書かれている。
舞堂には古い高札が3枚残っており、慶応4年の太政官布告、宮津県の掟といった貴重な史料である。
大岩神社から山手に向かう小道は「元不甲道」の廃道である。

## 境内のアカガシ群

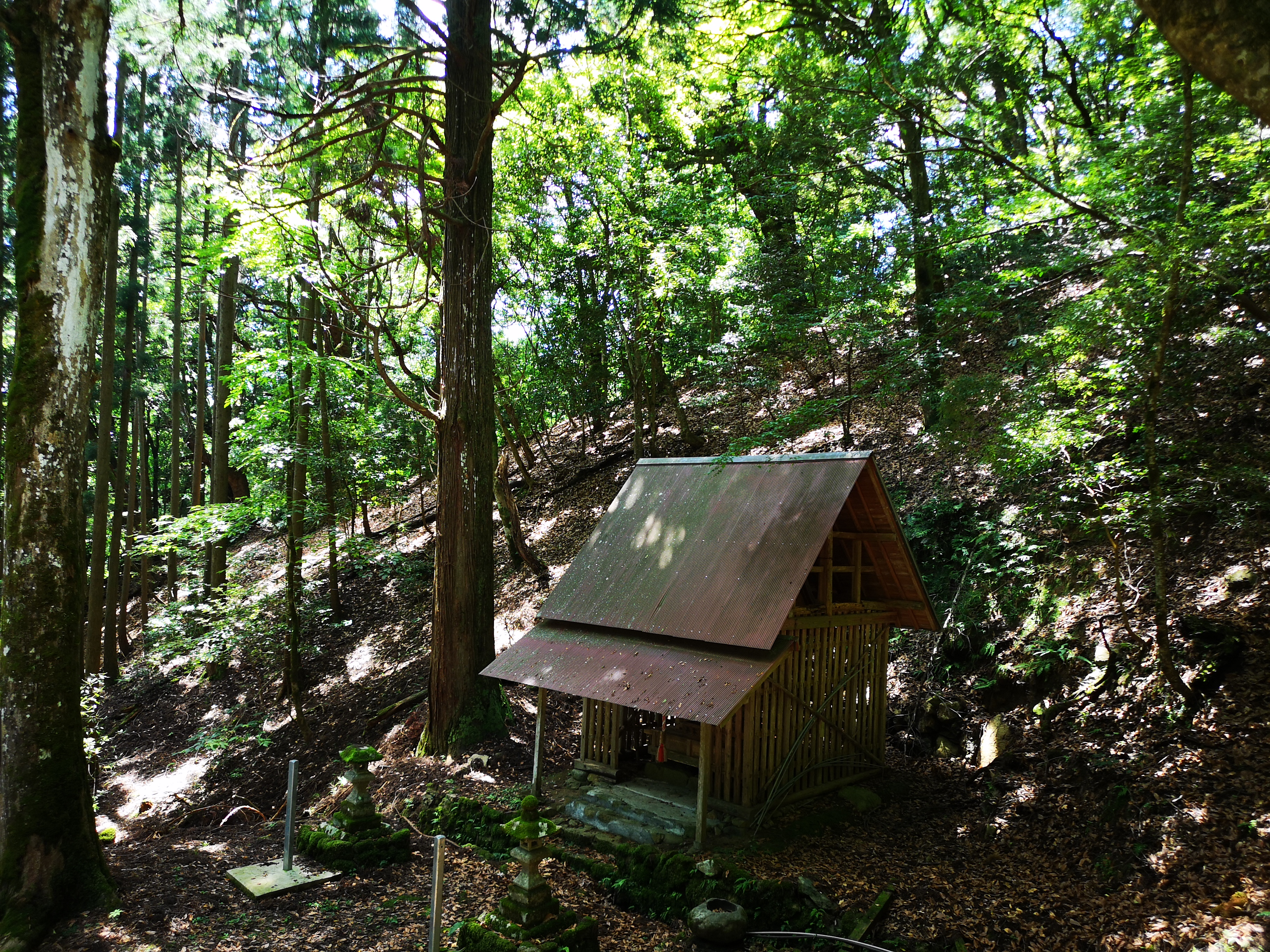
社の背後の尾根にアカガシの巨木が群生

本殿の左手の尾根に大小30本以上のアカガシが分布し、そのうち「巨樹」と称される胸高周囲が3メートル以上の個体が9本、最大で胸高周囲は556センチメートルを記録する個体が自然に生育する。アカガシの巨樹は単体では多々あるものの群生地は希少として京都府のレッドデータブックに掲載、「大岩神社のアカガシ群」の名称で福知山市の天然記念物に指定されている。